# Skällviks borgruin
Skällviks borgruin är lämningarna av en medeltida borg på en udde i Slätbaken, ungefär en kilometer rakt väster om Skällviks kyrka i Östergötland. Borgen byggdes, brukades och revs på 1300-talet.

## Historia
Skällviks gård ägdes av Linköpingsbiskoparna i slutet av 1200-talet innan borgen byggdes, men övertogs 1332 av Magnus Eriksson. Efter 1350 finns Skällvik inte omnämnt i dokumenten längre utan istället återupptogs aktiviteten på det närbelägna Stegeborgs slott.

## Utgrävningar

### Utgrävningen 1902

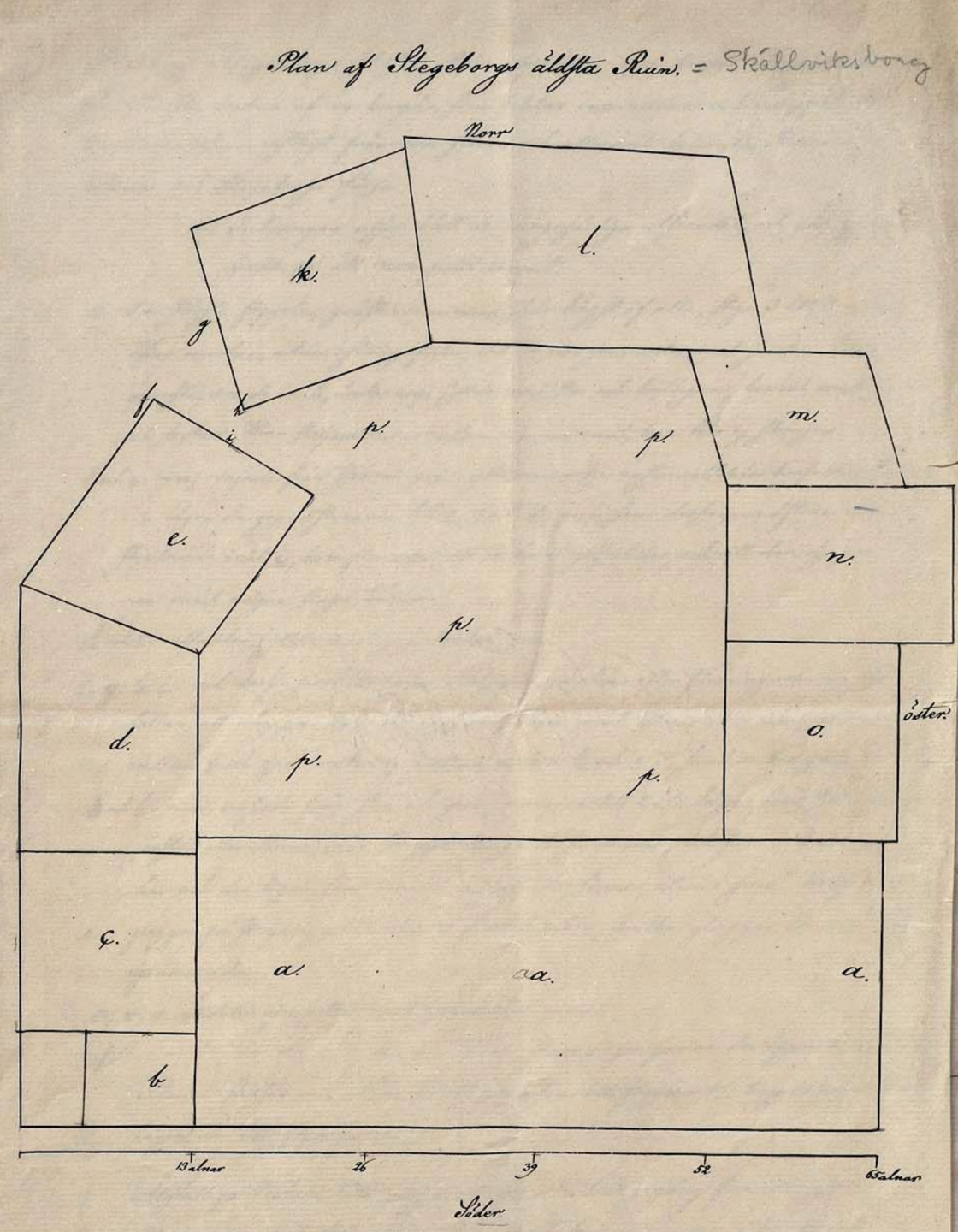
Lundbergs ritning av borgen.

1902 genomfördes en utgrävning under ledning av August Waldemar Lundberg.

### Utgrävningen 2016

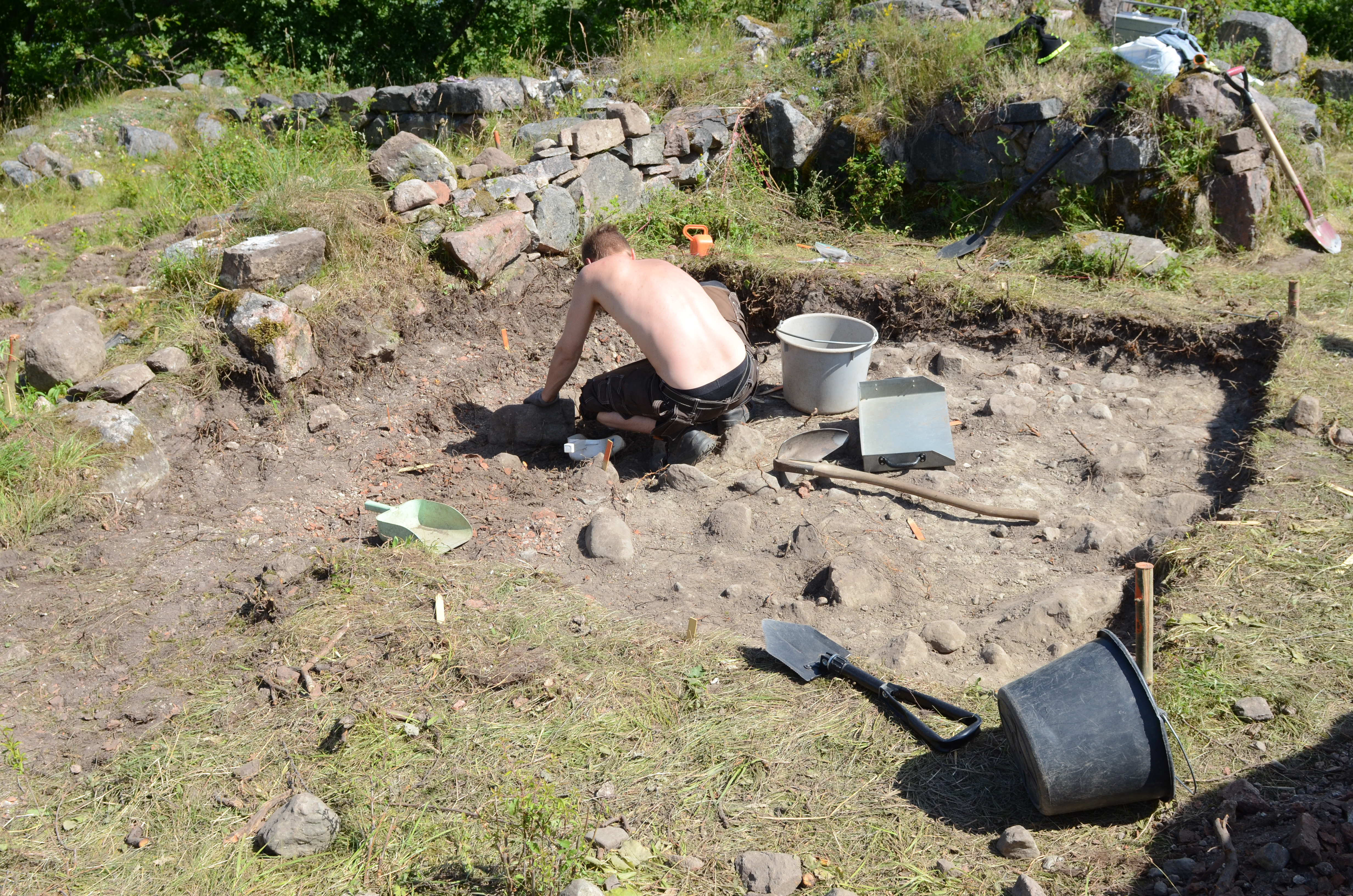
Utgrävning av en del av borggården.

I juli 2016 genomförs en utgrävning under ledning av Martin Rundkvist.

## Skällviks borg idag
Länsstyrelsen samarbetar sedan 2012 med markägaren för att ruinen inte ska bli överväxt. 18 maj 2014 arrangerade den ideella föreningen Skällviks Borgs Vänner Skällviks Borgsdagen.